# Senegal en los Juegos Olímpicos de Atlanta 1996
Senegal estuvo representado en los Juegos Olímpicos de Atlanta 1996 por un total de 11 deportistas masculinos que compitieron en 3 deportes.
El portador de la bandera en la ceremonia de apertura fue el atleta Ibou Faye. El equipo olímpico senegalés no obtuvo ninguna medalla en estos Juegos.